# Queijo Minas Frescal
El Queijo Minas Frescal es un queso elaborado con leche de vaca muy tradicional de la cocina brasileña. Se comercializa en tres variedades denominadas: Frescal (queso fresco), Meia-cura (semicurado) y Curado (queso curado). Una cuarta variedad se denomina Queijo Padrão (queso estándar) y ha sido elaborado desde hace muy poco, se puede encontrar este queso en casi cualquier tienda de Brasil. Es empleado en la elaboración del pão de queijo (pan de queso).